# Az örökbeadás
Az örökbeadás (eredeti cím: Nowhere Special) 2020-ban bemutatott olasz–francia filmdráma, amelyet Uberto Pasolini írt, rendezett és készített. A főbb szerepekben James Norton és Daniel Lamont látható.
Világpremierje 2020. szeptember 10-én volt a Velencei Nemzetközi Filmfesztiválon. Az Egyesült Királyságban 2021. július 16-án, az Amerikai Egyesült Államokban 2024. április 26-án, Magyarországon 2021. december 23-án mutatták be a mozikban. Általánosságban pozitív visszajelzéseket kapott a kritikusoktól.

## Cselekmény
Michael, egy négyéves kisfiú arra kényszerül, hogy segítsen apjának, Johnnak felnőni. Ez sürgető feladattá válik, mivel John, aki egyedülálló apaként neveli fiát, halálos rákdiagnózist kapott, és gyorsan kell cselekednie, mielőtt már nem lesz képes rá. Életének utolsó, tudatos döntésekre képes szakaszában az apának ki kell választania egy új örökbefogadó családot a fia számára. Ehhez kénytelen egyfajta „meghallgatásokon” részt venni, ahol különféle potenciális szülőpárok jelentkeznek, de mindegyikről hamar kiderül, hogy taszítóak vagy alkalmatlanok. A sorból egyedül egyedülálló nő lóg ki: ő ugyan zaklatott lelkiállapotúként mutatkozik be, de őszintén beszél önmagáról és identitásáról. John gondozói egyre türelmetlenebbé válnak, mivel a férfi nem hajlandó elfogadni a sorsát, és vonakodik meghozni a végzetes döntést.
Végül Michael is felfogja a helyzetet, és testbeszéddel segíti apját abban, hogy elfogadja az aktuális valóságot. A film utolsó perceiben az apa – aki már nem tudja vezetni könnyű teherautóját, és el is adta azt – és a fiú busszal utaznak abba az alsó-középosztálybeli otthonba, ahol Michael ezentúl élni fog. A film utolsó másodperceiben John és Michael közösen jelzik, hogy az egyedülálló anyát választották Michael jövőbeli szülőjének.

## Szereplők
| Szerep   | Színész           | Magyar hang           |
| -------- | ----------------- | --------------------- |
| John     | James Norton      | Fehér Tibor           |
| Michael  | Daniel Lamont     | Holló-Zsadányi Norman |
| Shona    | Eileen O’Higgins  | Németh Kriszta        |
| Ella     | Valerie O’Connor  |                       |
| Celia    | Valene Kane       |                       |
| Phillip  | Keith McErlean    | Moser Károly          |
| Pam      | Siobhán McSweeney |                       |
| Gerry    | Chris Corrigan    |                       |
| Lorraine | Niamh McGrady     |                       |
| Rosemary | Stella McCusker   | Vándor Éva            |
| Trevor   | Caolan Byrne      |                       |

### Magyar változat
- Magyar szöveg: Gyarmati Ádám
- Hangmérnök: Bederna László
- Vágó: Pilipár Éva
- Szerkesztő: Fábián Noémi Kinga
- Gyártásvezető: Vigvári Ágnes
- Szinkronrendező: Orosz Ildikó
- Produkciós vezető: Jávor Barbara

A szinkront a Direct Dub Studios készítette el.

## A film készítése
2019 szeptemberében bejelentették, hogy James Norton csatlakozott a film szereplőgárdájához, Uberto Pasolini pedig az általa írt forgatókönyv alapján rendezi a filmet. Pasolinit egy történet ihlette a forgatókönyv megírására, amelyet egy halálos beteg apáról olvasott, akinek új családot kellett találnia a fia számára, mielőtt meghalna.
A forgatás 2019 augusztusában kezdődött.

## Bemutató
A film világpremierje a Velencei Nemzetközi Filmfesztiválon volt 2020. szeptember 10-én. Az Egyesült Királyságban 2021. július 16-án mutatták be a Curzon Cinemasban. A Cohen Media Group forgalmazásában 2024. április 26-án jelent meg az Amerikai Egyesült Államokban.

## Fogadtatás
A Rotten Tomatoes weboldalon Az örökbeadás 100%-os értékelést kapott 60 kritika alapján, az átlagértékelése 7,9 pont a 10-ből.
2021-ben James Nortont a legjobb színésznek járó British Independent Film Awardra jelölték.